# 六合街道
六合街道，是中华人民共和国山東省东营市河口区下辖的一个乡镇级行政单位。

## 行政区划
六合街道下辖以下地区：
河庆路社区、河安社区、三义和村、广河村、新胜村、协胜村、庙二村、庙一村、新合村、薄家嘴村、大夹河村、小夹河村、毕嘴村、于家村、东崔村、范家村、西崔村、东坝村、芦苫村、小义和村、六合村、安家村、后沟村、荆家村、后毕村、闫家村、前沟村、梅家村、上小街村和胡家村。